# Nisa (Polsko)
Nisa (polsky Nysa, německy Neisse, latinsky Nissa) je město v jižním Polsku v Opolském vojvodství, sídlo okresu Nisa a stejnojmenné městsko-vesnické gminy. Leží ve Slezsku na Kladské Nise a v blízkosti Niské přehradní nádrže zhruba 15 km od česko-polské hranice. V Nise žije přivližně 40 tisíc obyvatel a je tak třetím největším městem ve vojvodství.

## Historie

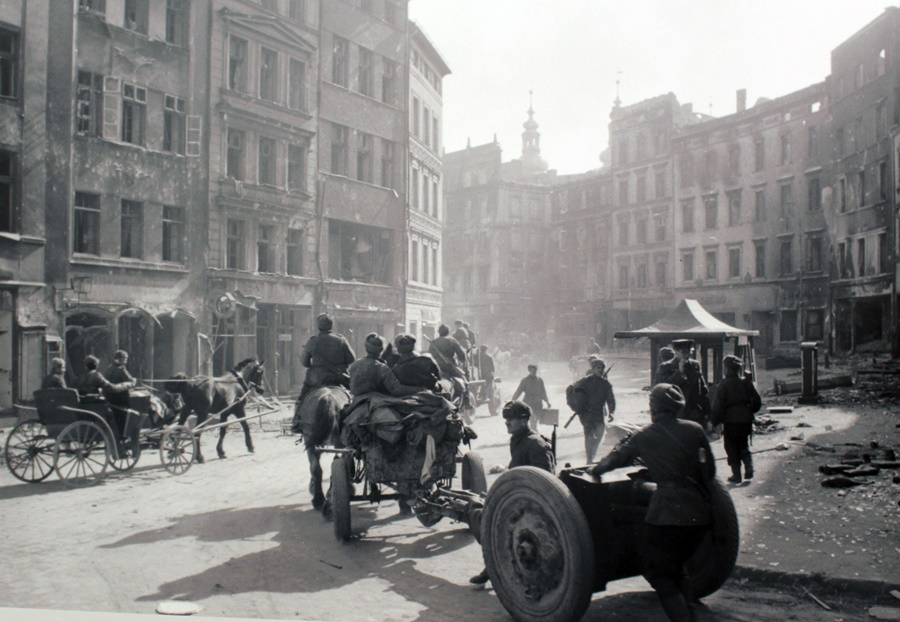
Rudá armáda ve vypálené Nise (1945)

První písemná zmínka o Nise pochází ze dne 23. května 1223. Řeč je v ní o niském fojtovi Walterovi, který byl ustanoven lokátorem biskupské osady Ujest (Ujazd). Nisa byla založena podle vlámského městského práva během kolonizační akce vedené biskupem Vavřincem Dolivetou na území otmuchovské kastelánie, která již od poloviny 12. století byla majetkem vratislavských biskupů. Jindřich IV. Probus jim ve své závěti z roku 1290 přenechal v „niské a otmuchovské zemi“ „plné a dokonalé panství“ (plenum dominium) a „knížecí právo“ (ius ducale), čímž vzniklo Niské knížectví. Prvním, kdo se tituloval jako kníže niský (princeps Nissensis) byl od roku 1302 Jindřich I. z Vrbna. Roku 1342 se Nisko stalo lénem českých králů a bulou Karla IV. bylo v roce 1348 začleněno do Koruny české.

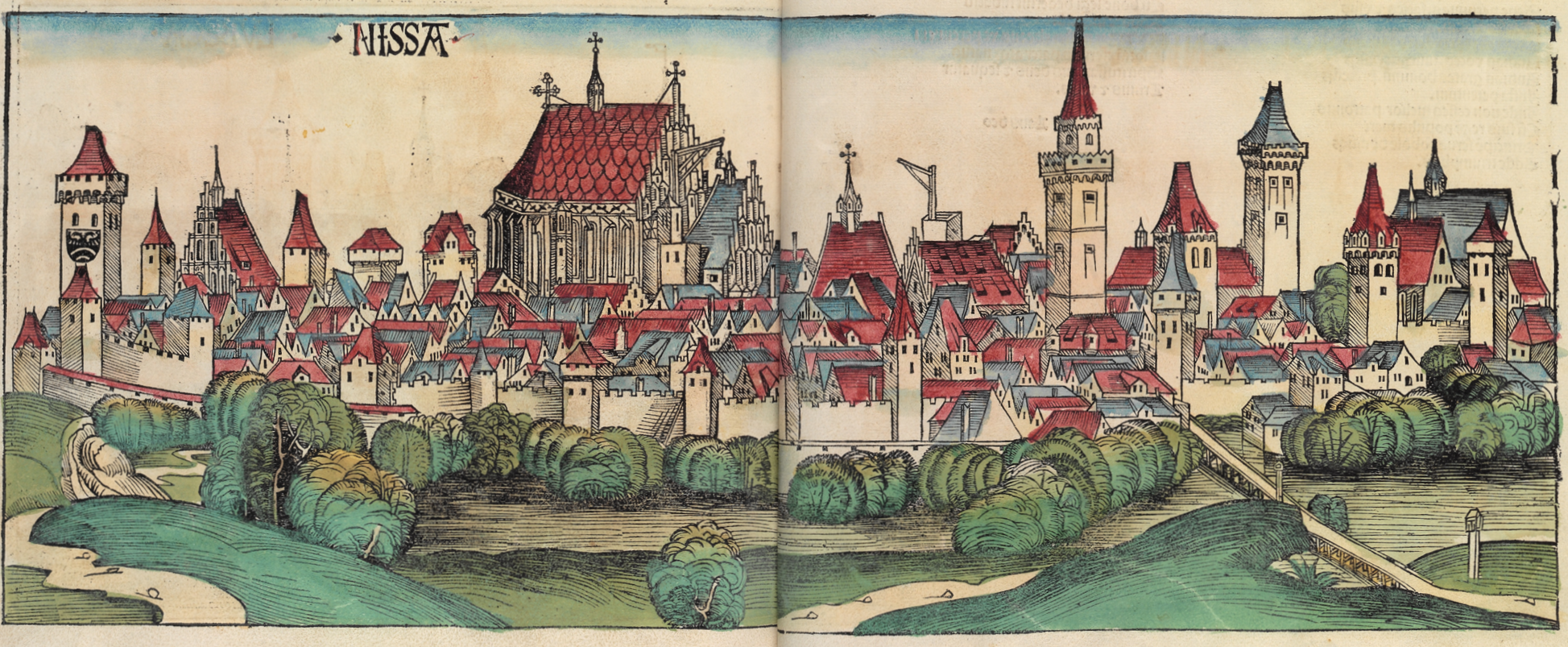
Zobrazení Nisy v Schedelově kronice světa (1493)

Středověká Nisa profitovala zejména z výhodné polohy na obchodní stezce z Vratislavi do Vídně. V polovině 15. století měla 4 500 obyvatel a patřila mezi nejvýznamnější města Slezska se čtyřmi městskými bránami a řadou církevních staveb v čele s Dómem svatého Jakuba stavěným v letech 1392–1430. Již v roce 1239 se zde na popud biskupa Tomáše I. usadil řád křižovníků s červeným křížem. Farní škola byla roku 1418 povýšena na gymnázium. Během husitského obležení v roce 1428 došlo ke zničení všech niských předměstí, ale samotné město nebylo dobyto.
Význam města ještě stoupl v období reformace, kdy se vratislavští biskupové nastálo přesunuli z převážně protestantského hlavního města do své niské rezidence a s nimi instituce jako například vratislavský kněžský seminář či elitní Paedagogium. Nicméně většina měšťanů, kteří se roku 1551 vykoupili z poddanství, konvertovala i tak k luteránství. Docházelo proto k náboženským konfliktům, zejména po nástupu Karla Štýrského do biskupského úřadu v roce 1609. Faktická rekatolizace začala s příchodem jezuitů v roce 1622. O dva roky později vzniklo jezuitské Collegium Carolinum. Karel Štýrský chtěl dokonce v Nise založit univerzitu, ale tyto plány zmařila jeho předčasná smrt. V 17. a 18. století vznikla ve městě řada barokních staveb spojených s činností katolické církve, pro které si Nisa vysloužila přezdívku slezský Řím.

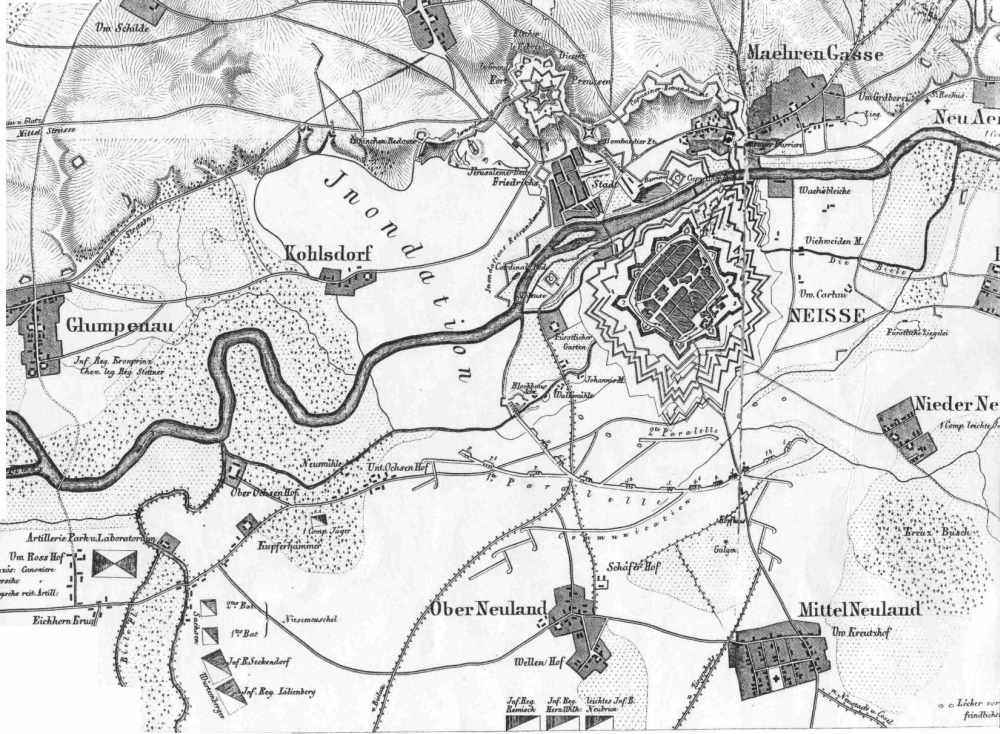
Pevnost v roce 1807

Během třicetileté války byla Nisa třikrát obléhána: roku 1621 vojsky Jana Jiřího Krnovského, roku 1632 saskou armádou a roku 1642 Švédy pod velením Lennarta Torstensona. V druhé polovině 17. století bylo opevnění města zesíleno a přebudováno podle tzv. staroholandské školy, čímž byly položeny základy pro novověkou pevnost Nisa rozšířenou a zmodernizovanou po roce 1742 Prusy do podoby jednoho z největších fortifikačních systémů ve Slezsku.
Po první slezské válce v roce 1742 došlo k rozdělení Slezska a mezi dotčená území patřilo Nisko. Habsburské monarchii zůstala jižní část, tj. dnešní Jesenicko, kdežto sever knížectví včetně samotné Nisy připadl Prusku. Město se stalo sídlem okresu (Landkreis Neisse), který od správní reformy roku 1815 byl součástí vládního obvodu Opolí v rámci provincie Slezsko. Niské knížectví zaniklo v roce 1810 na základě ediktu Fridricha Viléma III. o sekularizaci církevních majetků. Téhož roku bylo s Nisou sloučeno město Friedrichstadt (dnešní Radoszyn) založené na protějším břehu Kladské Nisy po připojení k Prusku a pojmenované na počest Fridricha Velikého.
Pevnost Nisa sehrála důležitou roli během války čtvrté koalice, kdy ji napoleonská vojska obléhala 114 dnů mezi únorem a červnem 1807. V polovině 19. století byly provedeny další přestavby, ale pevnost přesto zastarávala a překážela ve stavebním vývoji města, které se mezitím stalo střediskem průmyslu (zejména textilního) a významným železničním uzlem (v roce 1848 získalo spojení s Břehem a do konce století bylo již křižovatkou pěti tratí). Oficiální status pevnosti Nisa ztratila v roce 1903. Proces postupné likvidace opevnění začal v 70. letech 19. století, ale nikdy nebyl ukončen. Dodnes se dochoval rozsáhlý soubor bastionů, fortů, redut a valů zejména v severní části města.
V roce 1910 Nisa čítala 30 442 obyvatel, z toho 95,8 % německojazyčných a 81,4 % katolíků. 3 977 osob aneb 13 % tvořila vojenská posádka. Téhož roku byly přičleněny sousední obce: Mährengasse (Zawodzie a Podzamcze), Mittel Neuland (Średnia Wieś) a Ober Neuland (Dolna Wieś), v roce 1921 následovalo Nieder Neuland (Dolna Wieś). Od roku 1911 byla Nisa samostatným městským okresem. Do konce druhé světové války se nacházela v německém státě – Německém císařství, Výmarské republice a Třetí říši.
24. března 1945 Nisu obsadila Rudá armáda. Německé jednotky se bránily jen symbolicky, ale i přesto došlo ke zničení 55 % až 80 % zástavby (odhady se liší). Mohou za to především požáry zakládané sovětskými vojáky při plundrování města v prvních týdnech. Na základě Jaltské a Postupimské dohody byla Nisa spolu s většinou Slezska přiznána Polsku. Polská správa rozhodla o obnově pouze nejvýznamnějších historických památek, zbytek historického jádra – včetně domů, které nebyly zničeny nebo byly jen částečně poškozeny – měl být nahrazen novostavbami. Rozsáhlé demolice trvaly do konce 60. let. Německé obyvatelstvo bylo vysídleno a nahrazeno polskými přesídlenci z tzv. Kresů a osadníky z polského vnitrozemí. Předválečného počtu obyvatel (35 443 v roce 1939) dosáhla Nisa teprve v roce 1974. Od roku 1950 náleží k Opolskému vojvodství.
V období socialismu Nisu proslavil Zakład Samochodów Dostawczych – automobilka, v níž se od roku 1952 vyráběla nejpopulárnější polská dodávka ZSD Nysa. Výraz „nyska“ se dokonce stal v polštině hovorovým výrazem pro dodávku nebo minibus obecně. Po roce 1989 niské závody vyráběly vozidla značky FSO Polonez Truck, Citroën C15 a Citroën Berlingo. Zanikly v roce 2003. Přehrazením Kladské Nisy vznikla v roce 1972 západně od města Niská přehradní nádrž.

## Pamětihodnosti

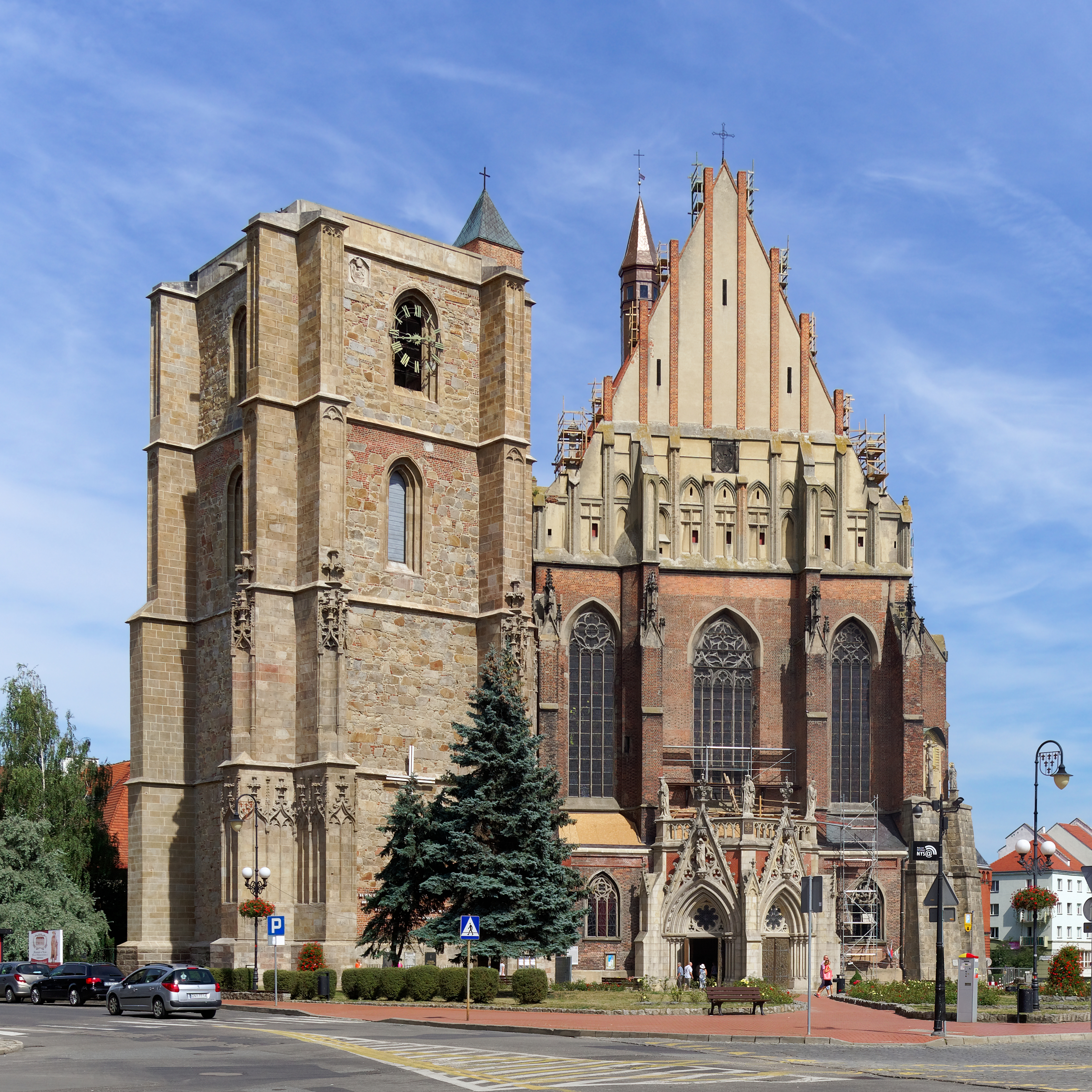
Dóm svatého Jakuba a zvonice

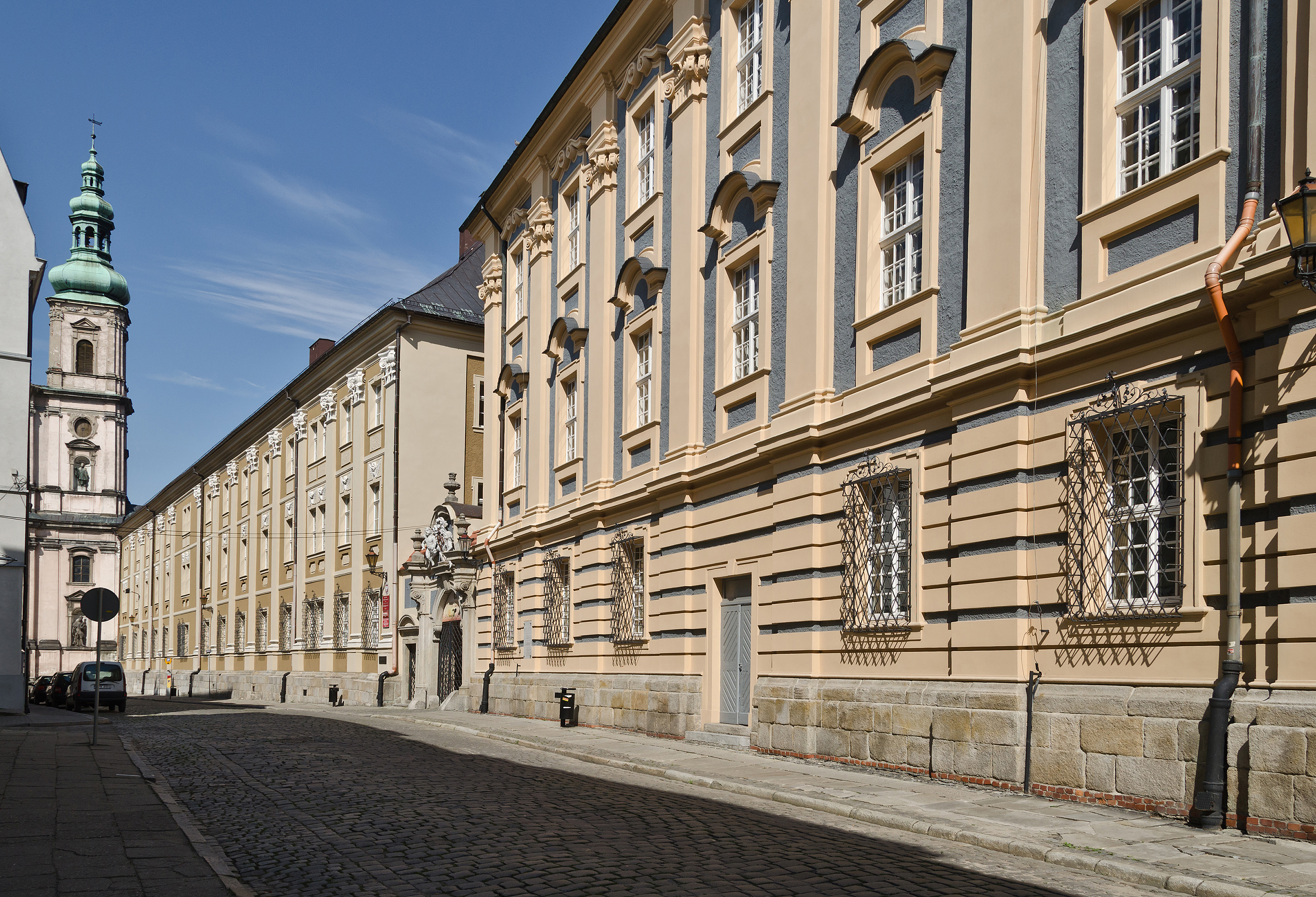
Jezuitská kolej a gymnázium

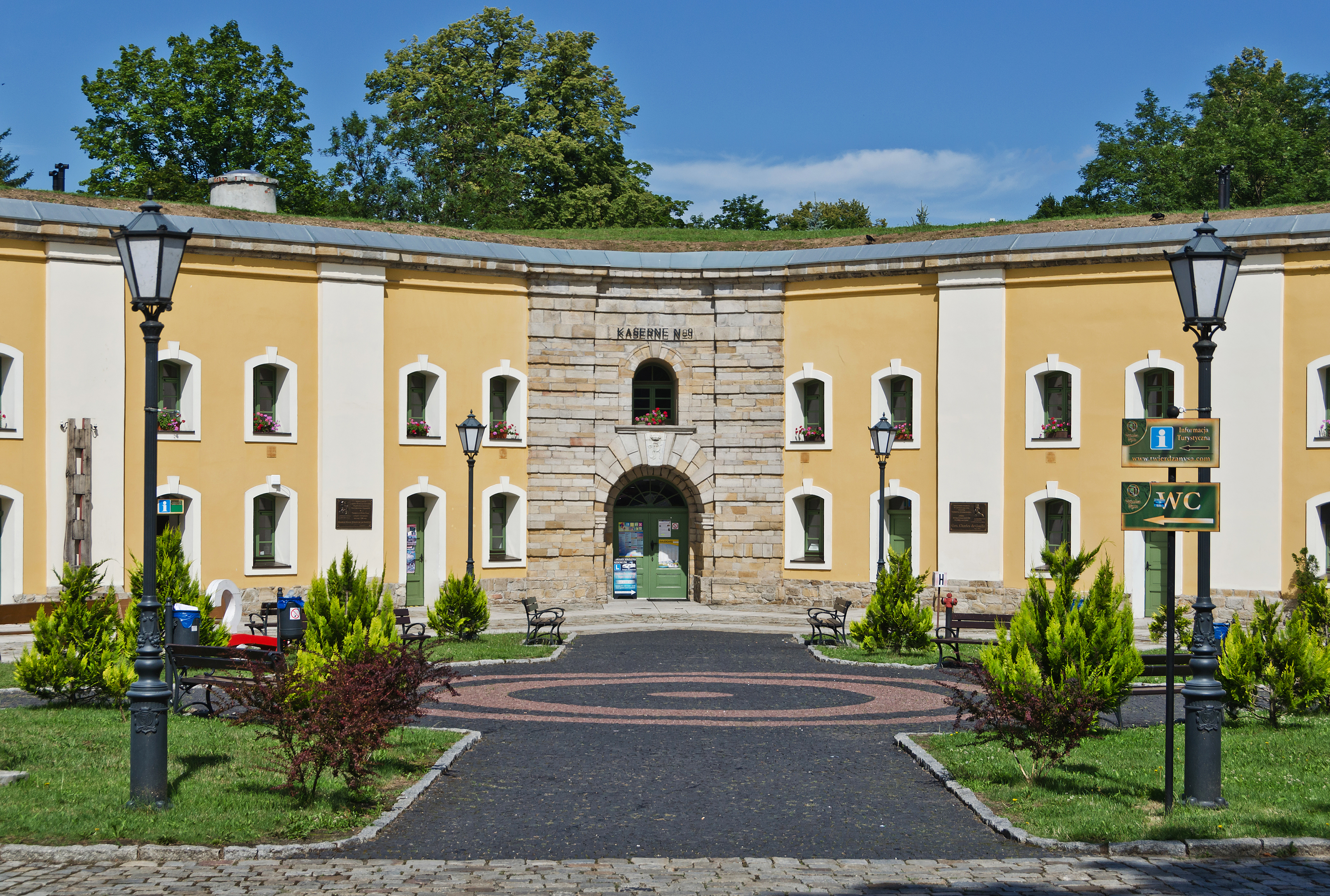
Bastion svaté Hedviky

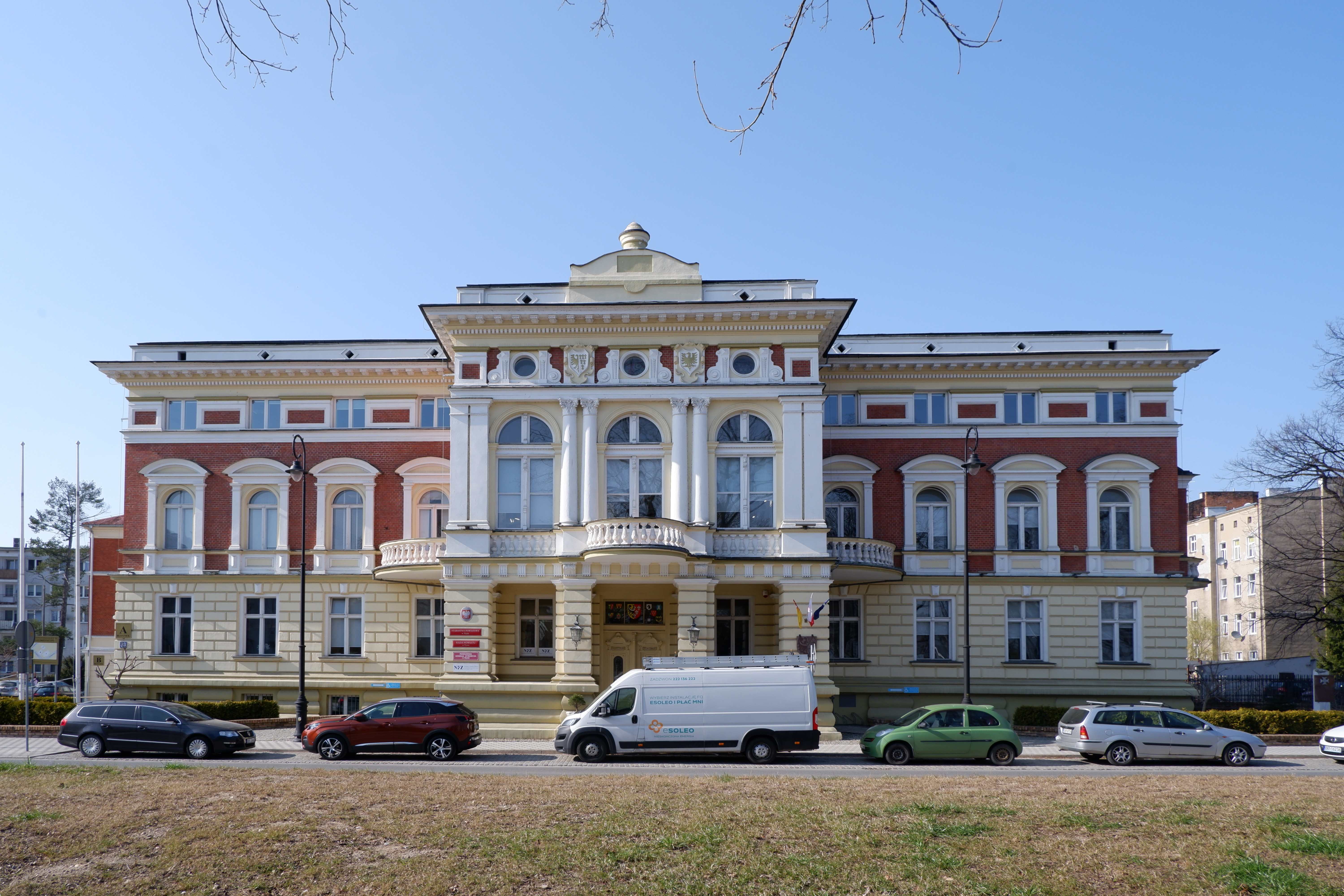
Okresní hejtmanství

- Dóm svatého Jakuba (novější název: bazilika svatého Jakuba a svaté Anežky) – nejvýznamnější niský chrám, gotický trojlodní halový kostel postavený na místě staršího ve dvou etapách v letech 1392–1430; interiér regotizovaný v letech 1889–1895 a ve 30. letech 20. století; v roce 1945 byl vážně poškozen, rekonstrukce proběhla v letech 1957–1961; je pohřebištěm osmi vratislavských biskupů; u kostela stojí samostatná gotická zvonice – její výstavba začala v roce 1474 a byla přerušena roku 1516 v úrovní čtvrtého patra;
- Biskupský palác (Pałac Biskupi) – čtyřkřídlá barokní rezidence vratislavských biskupů; její výstavbu inicioval Karel Štýrský, dokončena byla roku 1729, s využitím starších staveb na východní straně; od roku 1823 sídlo oblastního soudu a dalších justičních úřadů; po vypálení Rudou armádou byl obnoven v letech 1962–1984 a od té doby slouží jako sídlo regionálního muzea (Muzeum Powiatowe w Nysie); v galerii vystavuje někdejší biskupské a jezuitské sbírky, příležitostně také preciosa a paramenta;
- naproti paláci stojí Biskupský dvůr (Dwór Biskupi) – soubor hospodářských budov ze 17. až 19. století, které jsou pozůstatkem niského zámku, zbouraného v roce 1842;
- Jezuitský kostel Nanebevzetí Panny Marie – honosný barokní chrám postavený v letech 1688–1692; z jihu k němu přiléhá tříkřídlá barokní budova Collegium Carolinum, tj. bývalé jezuitské koleje, z let 1669–1681 a bývalého jezuitského gymnázia z let 1722–1725; nyní jsou obě sídlem Gymnázia Jana Sobieského (I Liceum Ogólnokształcące im. Jana III Sobieskiego)
- Kostel svatého Petra a Pavla (dříve kostel svatého Kříže) – barokní kostel vystavěný konventem křižovníků s červeným křížem po přenesení jejich sídla ze Solného rynku, v letech 1720–1727; v letech 1730-1732 vyzdobený malbami Felixe Antonína Schefflera a jeho bratra Kryštofa Tomáše; v přilehlé budově kláštera sídlí dnes církevní instituce Diecezjalny Dom Formacyjny;
- Evangelický kostel Ježíše Krista – původně špitální kaple svaté Barbory u městských hradeb, předaná protestantům v roce 1812; skládá se z gotické lodi a presbytáře a přistavěné barokní předsíně;
- Dům městské váhy (Dom Wagi Miejskiej, též Komorní dům – Kämmereigebäude) – pozdně renesanční stavba na hlavním náměstí dokončená roku 1604, ve které sídlila správa Niského knížectví a nacházela se zde i městská váha; po druhé světové válce dům byl obnoven ve zjednodušené formě bez původní malířské výzdoby průčelí; nyní sídlo městské knihovny;
- Radnice – novostavba z let 2006–2008 se 78metrovou věží na hlavním náměstí inspirovaná goticko-renesanční radniční budovou zničenou v roce 1945;
- Barokní kašny: Krásná studna (Piękna Studnia) z roku 1686 a Tritonova kašna (Fontanna Trytona) z roku 1701; obě rekonstruované po druhé světové cálce
- Minstrberská věž (Wieża Ziębicka) a Vratislavská věž (Wieża Wrocławska) – gotické z poloviny 14. století, pozůstatky západní a severní městské brány;
- Pevnost Nisa – soubor bastionů, fortů, redut a valů, které jsou pozůstatkem jednoho z největších systémů novověkého městského opevnění ve Slezsku, rozvíjeného od 17. do 19. století; nejvíce objektů se dochovalo na levém severním břehu Kladské Nisy v městských částech Radoszyn a Zawodzie;
- Jeruzalémský hřbitov (Cmentarz Jerozolimski) se hřbitovním kostelíkem svatého Kříže z roku 1639 je městský (křesťanský) hřbitov, je zde mj. hrob romantického básníka Josepha von Eichendorffa (1788–1857), který poslední léta života trávil na zámku Jánský Vrch jako host biskupa Jindřicha Förstera; druhý hřbitov v Nise je starý vojenský, v lese místní části Zawodzie.
- Architektura 19. a 20. století:
  - Činžovní domy v duchu historismu a secese v ulicích Mariacka, Zjednoczenia, Sucharskiego, Mostowa, Bohaterów Warszawy, Ligonia, Marcinkowskiego
  - Funkcionalistické sídliště ze 20. let 20. století podél jižní strany ulice Mariacka; původně bylo z velké části obýváno německými přesídlenci z území v Horním Slezsku, která po roce 1921 připadla Polsku
  - Budova pošty ve stylu nizozemské novorenesance z roku 1895 (Krzywoustego 21)
  - Novorenesanční budovy okresního hejtmanství (Piastowska 33) a drážní správy (Kolejowa 2)
  - Novogotická budova okresního soudu z roku 1898 (plac Kościelny 6)
  - Vodojem v areálu fortu Prusy, postavený v roce 1907 jako Bismarckturm (Bismarckova věž)
  - Sídlo magistrátu (Kolejowa 15) – funkcionalistická budova z meziválečného období

## Osobnosti

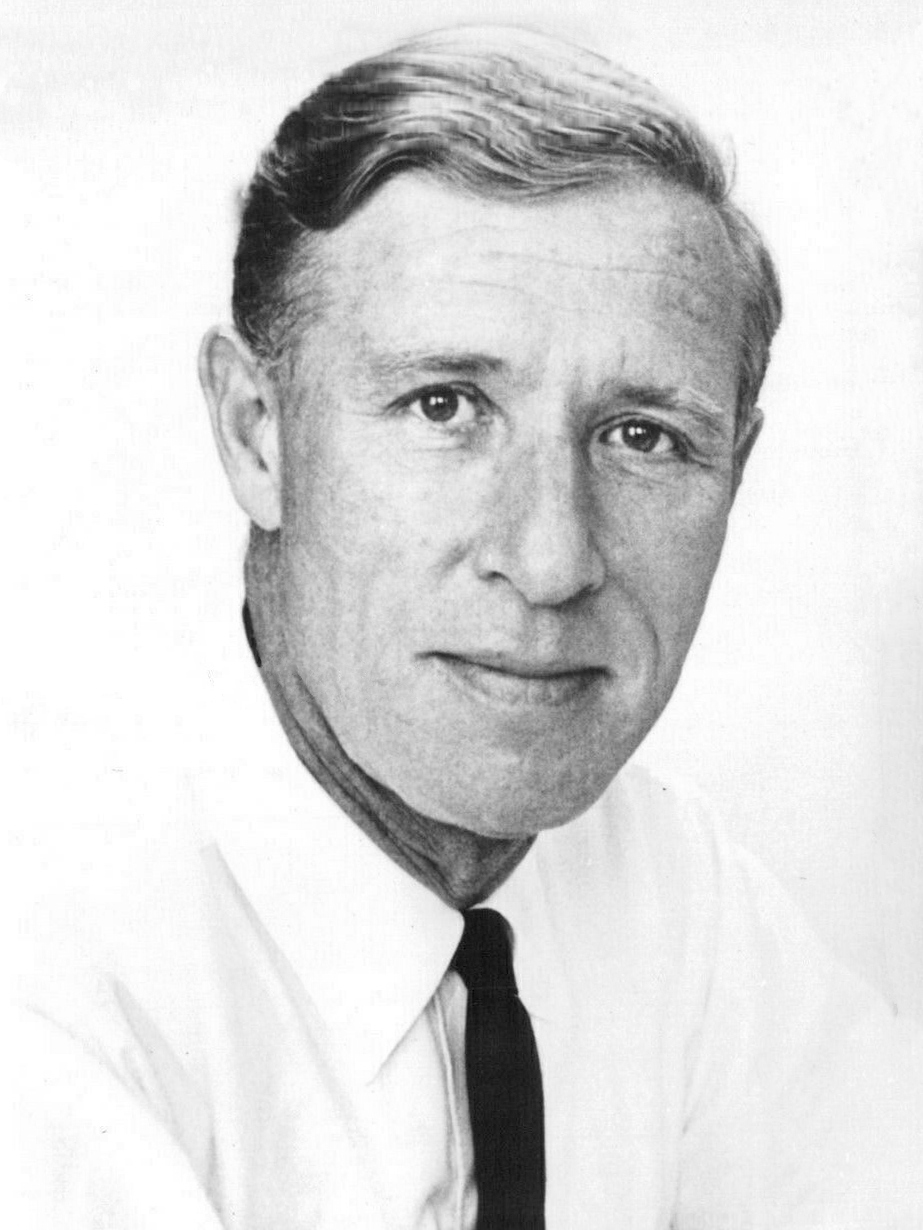
Konrad Bloch

- Konrad Bloch (1912–2000) – biochemik, nositel Nobelovy ceny za fyziologii a medicínu za rok 1964 za objev mechanismu a regulace látkové přeměny cholesterolu a mastných kyselin
- Mehmed Emin paša, vlastním jménem Eduard Schnitzer (1840–1892) – lékař, cestovatel a dobrodruh; guvernér osmanské provincie Equatoria v letech 1878–1890; narozený v Opolí vyrůstal od dvou let v Nise;
- Rudolf Fränkel (1901–1974) – architekt, představitel modernismu, působil v Německu, Rumunsku, Velké Británii a Spojených státech
- Bernhard Grzimek (1909–1987) — přírodovědec, spisovatel a filmař, ochránce přírody v národním parku Serengeti, obdržel v roce 1960 Oscara za dokumentární film Ráj divokých zvířat (Serengeti darf nicht sterben)
- Martin Helwig (1516–1574) – kartograf a pedagog, tvůrce Helwigovy mapy Slezska
- Max Hermann-Neisse (1886–1941) – spisovatel, představitel expresionismu
- Franz Jung (1888–1963) – spisovatel, představitel expresionismu a dadaismu
- Emanuel Sperner (1905–1980) – matematik, zabýval se zejména funkcionální analýzou a teorii uspořádání
- Hertha Sponer (1895–1968) – fyzička, věnovala se především uplatnění kvantové teorie v atomové a molekulární fyzice
- Michael Weisse (1488–1534) – katolický a bratrský kněz, redaktor nejstaršího německojazyčného tištěného kancionálu Jednoty bratrské
- Ewa Wiśnierská (* 1971) – paraglidistka

## Doprava

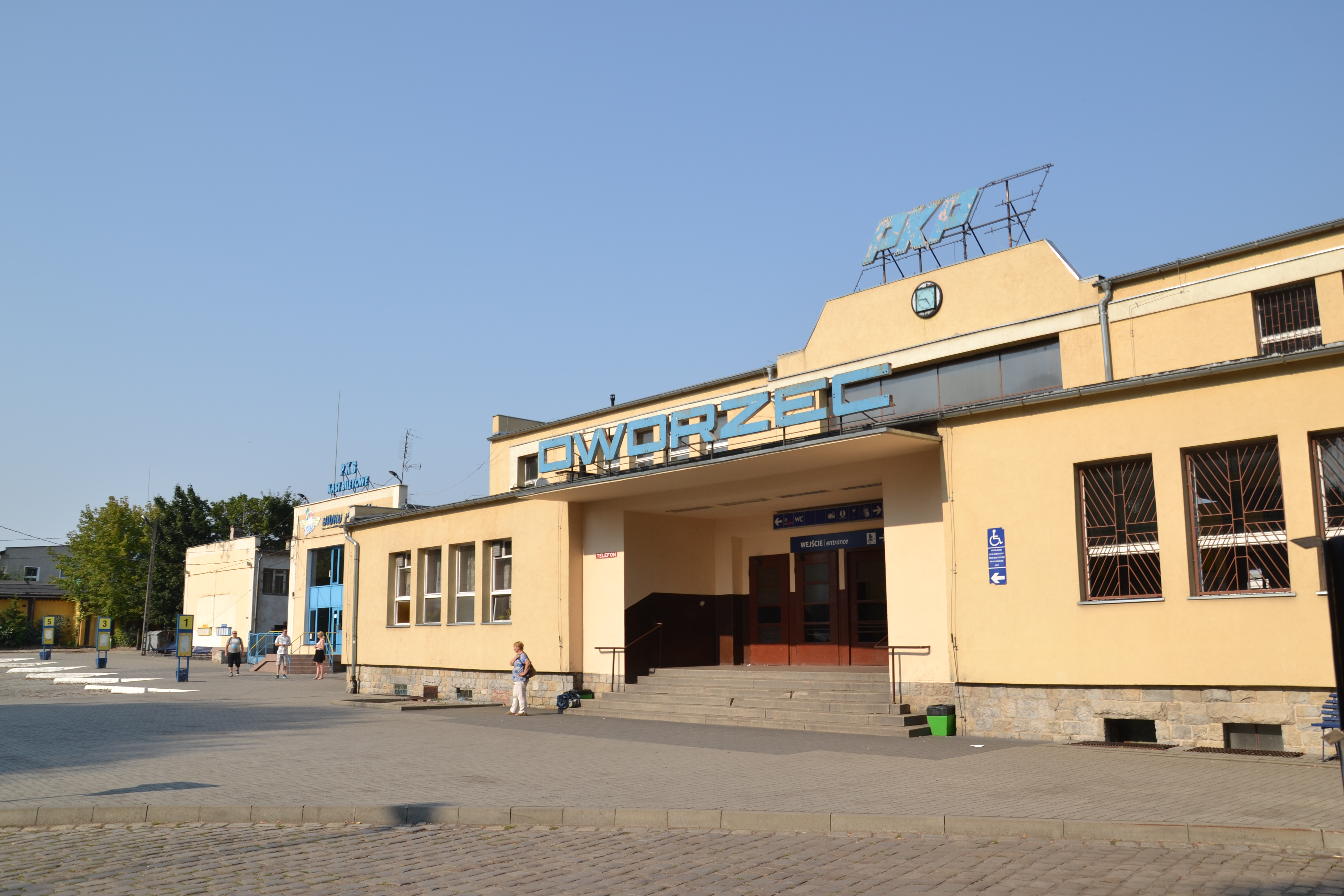
Vlakové nádraží

Nisa je důležitým železničním uzlem, kříží se tu čtyři tratě. V jízdním řádu 2020/2021 odjížděly ze stanice Nysa osobní vlaky společnosti Polregio do Opolí, Kladska, Vratislavi přes Břeh, Kandřín-Kozlí a Hlucholazy a také dva rychlíky PKP Intercity: Sudety Krakov – Jelení Hora a Kormoran Olštýn – Varšava – Polanica-Zdrój (Starý Bor). Na trati do Opolí se nachází též zastávka Nysa Wschodnia (Nisa východ).
Město protíná národní silnice č. 46 spojující Kladsko s Opolím a Čenstochovou a začíná tady národní silnice č. 41 Nisa – Prudník. Vojvodské silnice spojují Nisu s Hlucholazy (č. 411) a Korfantówem (č. 406 a 407).
Městskou autobusovou dopravu zajišťuje podnik MZK Nysa na patnácti obyčejných linkách, dvou školních a bezplatné elektrobusové lince E. Příměstská a regionální doprava je v gesci podniku PKS Nysa.

## Partnerská města
- Ingelheim, Německo
- Jeseník, Česko
- Kolomyja, Ukrajina
- Lüdinghausen, Německo
- Šumperk, Česko
- Taverny, Francie